# Марек Цесляк (спідвеїст)

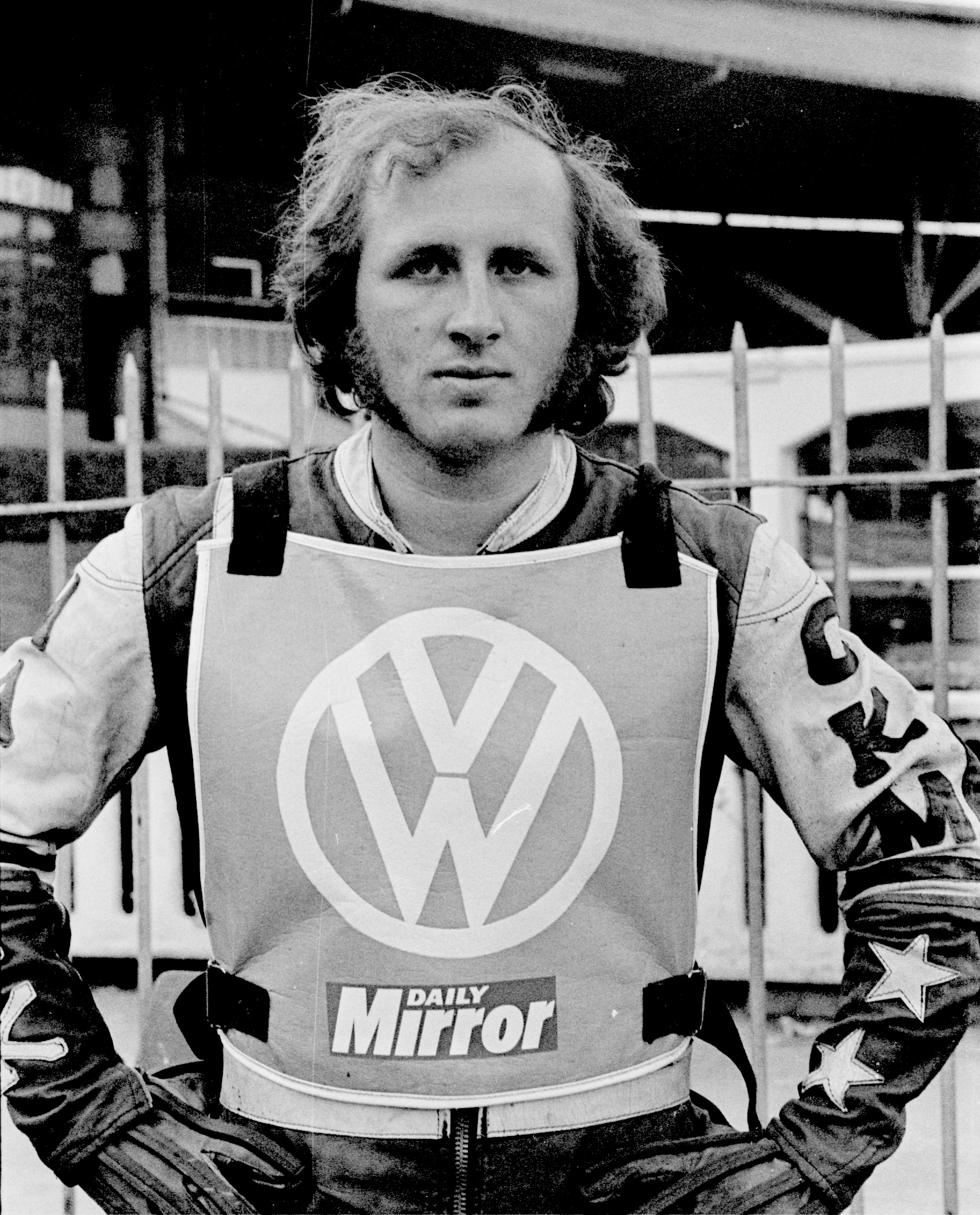
Марек Цесляк (70-ті роки XX століття)

Марек Казімєж Цесляк (народився 28 червня 1950 року в Мілянувку) — польський спідвеїст та тренер зі спідвею.
Двічі нагороджений Орденом Відродження Польщі.
Тричі учасник фіналу Чемпіонату світу зі спідвею (1975 — 15 місце, 1976 — 13 місце, 1978 — 12 місце). Шість разів був призначений до представлення збірної Польщі в Командних чемпіонатах світу зі спідвею, чотириразовий призер — двічі срібний (1976, 1977) та двічі бронзовий (1972, 1978). Чотири рази був у фіналі Індивідуального чемпіонату світу зі спідвею, у 1975 році виграв чемпіонат Польщі у Ченстохові, де програв у плей-оф сутичці за золото з Едвардом Янцажом. Двічі просувався до фіналу Молодіжного індивідуального чемпіонату Польщі зі спідвею у 1968 році в Лешно та 1969 році у Любліні. Двічі доходив до фіналу Чемпіонату Польщі клубних пар зі спідвею. Чотири рази був у фіналі Золотого шолома — виграв «Золотий шолом» у 1976 році. Двократний фіналіст Срібного шолома. Триразовий призер Командного чемпіонату Польщі зі спідвею — золотий (1974) та двічі срібний (1975, 1976). Командний чемпіон Англії з командою White City Rebels (1977).
Протягом своєї активної кар'єри (1968—1986) він представляв кольори Влукняжа Ченстохова (пол. Włókniarza Częstochowa). Впродовж двох сезонів (1977, 1978) стартував у британській лізі, в кольорах клубу White City Rebels.
На даний час є тренером збірної Польщі з спідвею та Влукняжа Ченстохова. 18 командних та 16 командних медалей чемпіонату Польщі (станом на 27 вересня 2014 року).

## Як гравець

### Спортивні досягнення
Індивідуальні чемпіонати світу
- 1975 р. —  Уемблі — 15 місце — 1 бал
- 1976 р. —  Хожув — 13 місце — 4 бали
- 1978 р. —  Уемблі — 13 місце — 5 балів

Командний чемпіонат світу
- 1972 р. —  Ольчінг — 3 місце — 0 балів
- 1975 р. —  Норден — 4 місце — 4 бали
- 1976 р. —  Лондон — 2 місце — 7 балів
- 1977 р. —  Вроцлав — 2 місце — 2 бали
- 1978 р. —  Лансгут — 3 місце — 5 балів
- 1979 р. —  Лондон — 4 місце — 1 бал

Індивідуальний чемпіонат Польщі
- 1971 р. — Рибник — 14 місце — 4 бали
- 1972 р. — Бидгощ — 6 місце — 9 балів
- 1975 р. — Ченстохова — 2 місце — 13 + 3 бали
- 1976 р. — Гожув-Велькопольський — 8 місце — 6 балів

Індивідуальний чемпіонат Польщі серед юніорів
- 1968 р. — Лешно — 4 місце — 10 + 2 бали
- 1969 р. — Люблін — 5 місце — 11 балів

Чемпіонат Польського клубу
- 1976 р. — Гданськ — 3 місце — 15 балів
- 1978 р. — Хожув — 4 місце — 14 балів

Чемпіонат Польщі
- 1974 р. — 1 місце
- 1975 р. — 2 місце

Золотий шолом
- 1972 р. — 8 турів — 3 місце — 72 бали
- 1973 р. — 8 турів — 7 місце — 53 бали
- 1975 р. — 8 турів — 5 місце — 59 очок
- 1976 р. — 4 тури — 1 місце — 54 бали

Срібний шолом
- 1969 р. — 5 турів — 2 місце — 40 очок
- 1970 р. — 6 турів — 5 місце — 42 бали

### Інші важливі турніри
Пам'яті Альфреда Смочика у Лешно
- 1971 р. — 5 місце — 11 балів
- 1972 р. — 2 місце — 12 + 3 бали

Пам'яті ім. Броніслава Ідзіковського та Марка Чарнего у Ченстохові
- 1975 р. — 1 місце — 15 балів
- 1976 р. — 1 місце
- 1977 р. — 2 місце
- 1978 р. — 1 місце — 14 + 3 бали
- 1985 р. — 1 місце — 14 балів

## Як тренер

### Клуби
- Влукняж Ченстохова (1993—1997)
- Ван Пур Ряшів (1998—1999)
- Полонія Піла (2000)
- Атлас Вроцлав (2001—2010)
- Фалубаз Зелена Гура (2011)
- Група Азоти Унія Тарнув (2012—2014)
- ŻKS Остров'я Острув Вєлкопольскі (2015)

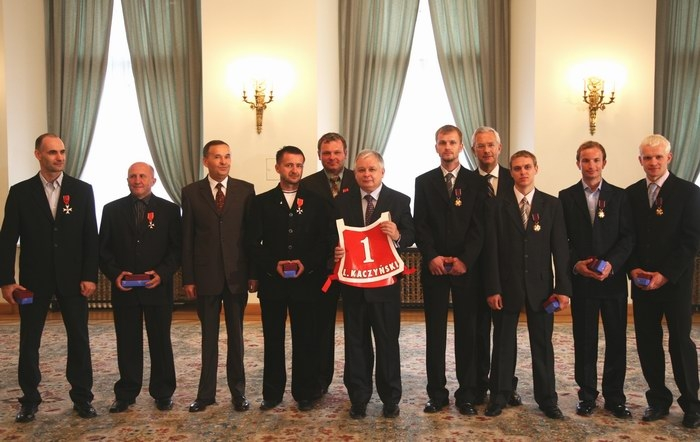
Польські спідвеїсти та тренери — володарі Командного Кубку Світу зі спідвею у 2007 році нагороджені державними відзнаками за заслуги за розвиток спідвейного спорту в Польщі разом із Президентом Республіки Польща — Лехом Качиньським (Президентський палац, 30 липня 2007 року).

- Фалубаз Зелена Гура (2016—2017)
- Влукняж Ченстохова (2018-)

Чемпіонат Польщі
- 1994 р. — 6 місце
- 1995 р. — 8 місце
- 1996 р. — 1 місце — чемпіонат
- 1997 р. — 9 місце — потрапляння до другої ліги
- 1998 р. — 3 місце
- 1999 р. — 9 місце — зниження до нової першої ліги
- 2000 р. — 2 місце
- 2001 р. — 2 місце
- 2002 р. — 3 місце
- 2003 р. — 4 місце
- 2004 р. — 2 місце
- 2005 р. — 6 місце
- 2006 р. — 1 місце — чемпіонат
- 2007 р. — 3 місце
- 2008 р. — 5 місце
- 2009 р. — 7 місце
- 2010 р. — 4 місце
- 2011 р. — 1 місце — чемпіонат
- 2012 р. — 1 місце — чемпіонат
- 2013 р. — 3 місце

Командний Кубок світу
- 2001 р. — 2 місце
- 2002 р. — 4 місце
- 2003 р. — 4 місце
- 2007 р. — 1 місце — чемпіонат
- 2008 р. — 2 місце
- 2009 р. — 1 місце — чемпіонат
- 2010 р. — 1 місце — чемпіонат
- 2011 р. — 1 місце — чемпіонат
- 2013 р. — 1 місце — чемпіонат

## Нагороди
- Офіцерський хрест Ордена Відродження Польщі за видатні заслуги у розвитку спідвейного спорту в Польщі, за досягнення у навчанльній та тренерській роботі (2010)
- Лицарський хрест Ордена Відродження Польщі за видатні заслуги з розвитку польського спідвею, за досягнення у навчальній роботі (2007)